# Piroska Molnár
Dans le nom hongrois Molnár Piroska, le nom de famille précède le prénom, mais cet article utilise l’ordre habituel en français Piroska Molnár, où le prénom précède le nom.
Pour les articles homonymes, voir Molnar.
Piroska Molnár, née à Ózd le 1er octobre 1945, est une actrice hongroise de cinéma et de théâtre, également chanteuse.

## Biographie
Née en 1945, ses parents sont József Molnár et Viktória Andrássi. Son père n'est pas rentré d'une captivité en Union soviétique et sa mère, restée seule, voulait retourner en Transylvanie, mais les frontières étaient fermées. Ils se sont installés à Kunágota, où elle passe son enfance. 
Sur le conseil de sa mère d'apprendre aussi un métier non artistique, elle est diplômée de l'école technique d'économie de Szeged. Mais elle étudie aussi l'art dramatique à Szeged, puis est admise en 1964 à l'École supérieure d'art dramatique et cinématographique (Színház- és Filmművészeti Főiskola) de Budapest, dont elle sort diplômée en 1968.
Elle commence sa carrière au Théâtre national à Szeged (hu) dès 1968. Entre 1971 et 1978, elle joue au Théâtre Gergely Csiky à Kaposvár, puis fait partie de la troupe du Théâtre national à Budapest jusqu'en 1982. Elle revient à Kaposvár puis, en 2002, elle retourne au Théâtre national de Budapest.
Mettant à profit sa voix, elle y interprète notamment le rôle de Cecilia dans l’opérette Princesse Czardas (en hongrois : A Csárdáskirálynő), du compositeur hongrois Emmerich Kálmán en 1993, un succès, au Théâtre Gergely Csiky, et What is the Word?  de György Kurtág,qu’elle joue à Budapest, Sazlbourg, Berlin et Zurich. Chanteuse, actrice sur scène, elle joue aussi pour le cinéma et la télévision. Elle enseigne également à l'École supérieure d'art dramatique et cinématographique.

## Filmographie partielle
Piroska Molnar est apparue dans quelque 50 films et 20 téléfilms depuis 1967.

### Cinéma
- 1972 : Makra
- 1981 : A mérközés
- 1993 : Sose halunk meg ! (Nous ne mourrons jamais !)
- 2000 : Meseautó (en)
- 2006 : Taxidermie de György Pálfi : Hadnagyné
- 2006 - Rokonok d'István Szabó
- 2008 : Kis Vuk (A Fox's Tale) de György Gát (en) et János Uzsák (voix)
- 2009 : Tüskevár
- 2013 : Le Grand Cahier (A nagy füzet) de János Szász : la grand-mère
- 2014 : Free Fall (en) (Szabadesés) de György Pálfi : la tante
- 2014 : A kõmajmok háza : la grand-mère
- 2015 : Liza, a rókatündér (hu) (Liza the Fox-Fairy) : Márta Tanaka
- 2015 : Veszettek (hu) : tante Márta
- 2017 : Pappa Pia (hu) : Principal
- 2021 : 129 : Nora (en post-production)

## Distinctions
- 1977 : Prix Mari-Jászai
- 1995 : Prix Kossuth
- 2011 : Acteur de la nation